# Медовка (Винницкая область)
Медовка (укр. Медівка) — село на Украине, находится в Оратовском районе Винницкой области.
Код КОАТУУ — 0523182801. Население по переписи 2001 года составляет 704 человека. Почтовый индекс — 22631. Телефонный код — 4330.
Занимает площадь 2,661 км².

## Адрес местного совета
22631, Винницкая область, Оратовский р-н, с. Медовка, ул. Трудовая, 1